# 阿鲁威
阿鲁威，一作阿鲁灰、阿鲁翚，字叔重，一作叔仲，号东泉，又称“鲁东泉”“东泉鲁公”，蒙古族，元朝政治人物、散曲家。
元仁宗延祐年间官延平路总管，元英宗至治年间官任泉州路总管，泰定帝年间任翰林侍讲学士，泰定三年（1326年），奉命与直学士燕赤译《世祖圣训》，以备经筵进讲。转任侍读学士。泰定四年（1327年），奉命译《资治通鉴》为泰定帝讲说，致和元年（1328年）担任同知经筵事。同年，元文宗即位，阿鲁威辞官南游，定居杭州，被李昱聘为西宾，与张雨等相交。元顺帝至元二年（1336年）因平江路总管道童案获罪，案明冤申，依然闲居杭州，居杭州城之东，并以藏书丰富著称，之后去世。生平事迹见《阳春白雪》卷二题下注、孙楷第《元曲家考略》。
阿鲁威善作曲。阿鲁威有几十支曲传世，散见于《阳春白雪》、《乐府群珠》等书。内容多叹世、怀古、旅况，为不羡功名，鄙薄高官厚禄，抒发怀才不遇感慨，赞扬古代英雄贤士等方面的作品。风格豪放悲凉，写老居林下，归隐不仕的心境，创作情感深沉直朴，格调高华雅丽，朱权《太和正音谱》评其词“如鹤唳青霄”。代表作有散曲《旅况》、《遣怀》、 《折桂令·怀古》、《蟾宫曲》等。散曲作品今存《全元散曲》录存小令十九首。著有《双调·蟾宫曲》十六首、《双调·湘妃怨》二首、《双调 ·寿阳曲》一首。其中《蟾宫曲》前九首是以《楚辞·九歌》为素材。后十首多吊古伤今，抒发人生感慨。作品清爽豪放，有一首写于归隐江南时：“烂羊头谁羡封侯。斗酒篇诗，也自风流。过隙光阴，尘埃野马，不障闲鸥。离汗漫飘篷九有，向壶山小隐三秋，归赋登楼。白发萧萧，老我南州。”有对迟暮之年的慨叹，也有对生活的热爱。语言典雅秀丽，风格浪漫神奇，颇受时人赞赏。元诗人张雨《水龙吟·代玄览和东泉学士自寿之作》称:“古来宰相神仙，有谁得似东泉老?”似其或曾入相。吴梅《元剧研究ABC》中认为《青楼集》顺时秀条述及张鲁温参政，即阿鲁威学士。